# 清水美穂 (アナウンサー)
清水 美穂（しみず みほ、1972年5月3日 - ）は元アナウンサー。

## 経歴
- 東京都出身。
- 白百合女子大学卒業。
- 1995年 長野朝日放送(abn)アナウンサー（同期に加藤絵里）。
  - Abnニュース&天気予報、abnステーション、おひさまテレビ、DO!曜ひろばなどを担当。
- 2000年 テレビ神奈川(tvk)アナウンサー（同期に同い年の森麻緒。 - 2002年）。
  - HAMA大国（2000年4月 - 9月は水曜MC、10月から2001年3月は月・火曜MC）、tvkニュース・天気、高校野球のリポートなどを担当。
  - 美人アナvs人気スポーツ選手・歌って踊って大告白!（日本テレビ 2001年1月20日放送）に独立UHF系列局アナチームのメンバーとして歌を披露。